# Festival de Cine de Ann Arbor
El Festival de Cine de Ann Arbor es un festival anual de cine que se celebra en Ann Arbor, estado de Michigan, Estados Unidos.

## Historia
Establecido en 1963, es el cuarto festival de cine más antiguo de Norteamérica (después del Festival de Cine de Yorkton, 1947; el Festival Internacional de Cine y Video de Columbus, 1953; y el Festival Internacional de Cine de San Francisco, 1957); y el festival de cine experimental más antiguo de la historia.
Se ha convertido en uno de los festivales de cine más importantes para que los cineastas independientes y, en especial, los experimentales, muestren su trabajo. En su edición número 55, el Festival de Cine de Ann Arbor atrajo más de 3000 entradas de cineastas de más de 60 países y distribuyó más de 20000 dólares en premios en metálico. Como pionero del concepto de festival itinerante en 1964, cada año la gira del Festival de Cine de Ann Arbor continúa presentando una colección de cortometrajes en más de 30 teatros de casas de arte, universidades, galerías y cinematecas de todo el mundo.

## Propósito
Creado como una alternativa al cine comercial, el festival anual de una semana de duración sigue siendo fiel a su misión original de promover el cine como forma de arte. También fomenta el crecimiento de realizadores de cine y vídeo emergentes y establecidos. El festival está abierto a películas y vídeos de todos los géneros y duraciones, incluidos los híbridos experimentales, narrativos, de animación, documentales y de género. La misión del Festival de Cine de Ann Arbor es promover cineastas audaces y visionarios a través del avance del arte cinematográfico y de los nuevos medios de comunicación, e involucrar a las comunidades con experiencias cinematográficas notables.